# Cierre de cajas

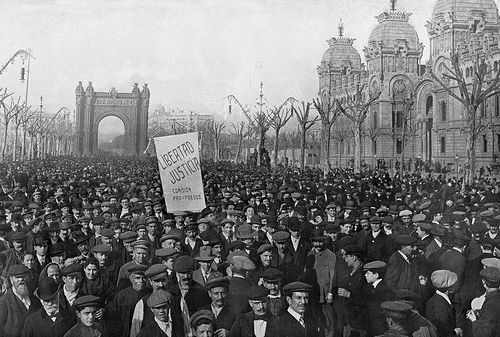
Protesta en Barcelona durante el cierre de cajas.

El cierre de cajas (en catalán: tancament de caixes) de Barcelona en 1899 es el nombre con el que se conoció la protesta de comerciantes e industriales contra la ley del Gabinete de Francisco Silvela y de su ministro de Hacienda, Raimundo Fernández Villaverde. La protesta consistió en dar de baja a los establecimientos comerciales e industrias para dejar de pagar la contribución sin que fuera ilegal. La protesta la encabezó el propio alcalde de la ciudad, Bartolomé Robert, y se inició el 20 de octubre de 1899.
El cierre de cajas fue consecuencia de la guerra hispano-norteamericana de1898, que llevó al gobierno español a imponer unos presupuestos restrictivos acompañados de una subida de impuestos para compensar el déficit. La protesta, era principalmente contra el impuesto de utilidades del capital y del trabajo y el de cédulas personales, con tipos más altos en Barcelona que en Madrid. Hecho que creó un sentimiento de engaño entre la burguesía catalana, ya que habían militado con los partidos dinásticos.
La Junta de la Liga de Defensa Industrial y Comercial realizó la convocatoria de la protesta. Se constituyó una Junta Sindical Permanente, elegida en representación de más de cincuenta gremios de Barcelona. La protesta se extendió por Sabadell, Mataró, Manresa y Villafranca del Penedés y algunos comerciantes fueron detenidos por no pagar las contribuciones.

## Consecuencias
La prensa aplaudió estas medidas drásticas, ya que veía en el cierre de cajas un movimiento "separatista" que había que combatir por todos los medios. Algunos comerciantes catalanes fueron encarcelados y se confiscaron establecimientos para atemorizar a los que aún se negaban a pagar las contribuciones. Finalmente, las pérdidas económicas y el riesgo que sufrían los comerciantes hicieron que el movimiento claudicase.
- El 27 de octubre el Capitán General decreta el estado de guerra en Cataluña.
- Se ilegaliza la Liga de Defensa Industrial y Comercial.
- Dimite el alcalde de Barcelona, Bartolomé Robert
- Dimiten los ministros del gobierno Manuel Durán y Bas y Camilo García de Polavieja.